# Komorowo (powiat koszaliński)
Komorowo (niem.: Kummerow, Kreis Schlawe) – wieś w Polsce położona w województwie zachodniopomorskim, w powiecie koszalińskim, w gminie Polanów. Miejscowość wchodzi w skład sołectwa Bożenice.
W latach 1975–1998 wieś położona była w województwie koszalińskim. W latach 1973–76 w gminie Lejkowo.
We wsi znajduje się zabytkowy kościół murowany Niepokalanego Serca Maryi z XV wieku.
Zobacz też: Komorowo, Komorów